# Neptis samiola
Neptis samiola är en fjärilsart som beskrevs av Hans Fruhstorfer 1908. Neptis samiola ingår i släktet Neptis och familjen praktfjärilar. Inga underarter finns listade i Catalogue of Life.